# Deutsche Meisterschaften 1935
Als Deutsche Meisterschaft(en) 1935 oder DM 1935 bezeichnet man folgende Deutsche Meisterschaften, die im Jahr 1935 stattgefunden haben: 
- Deutsche Eishockey-Meisterschaft 1935
- Deutsche Leichtathletik-Meisterschaften 1935
- Deutsche Schwimmmeisterschaften 1935
- Deutsches Meisterschaftsrudern 1935
- Deutsche Tischtennis-Meisterschaft 1935